# Sebastián Cabello
Sebastián Cabello (San Luis, Argentina, 1 de febrero de 1982) es un exjugador de baloncesto argentino. Actuó profesionalmente en diversas categorías de su país y también en la máxima división de Paraguay. Además representó en varias ocasiones a las provincias de San Luis y Entre Ríos en el Campeonato Argentino de Básquet. Actualmente sigue ligado al deporte como entrenador de divisiones formativas.

## Trayectoria
Jugó en los clubes UNSL, Sociedad Española y GEPU, antes de migrar a Córdoba para unirse a Unión Eléctrica. De allí fue reclutado por Andino, equipo con el que debutaría en la Liga Nacional de Básquet.
En 2001 fue fichado por La Unión de Colón del Torneo Nacional de Ascenso. Cabello permaneció tres años en ese club ganando experiencia. Jugó en esos años para la selección de Entre Ríos en el Campeonato Argentino de Básquet, conquistando el título en la edición de 2003 disputada en Sante Fe (donde fue reconocido como el MVP de la final del torneo) y en la edición de 2005 disputada en Misiones.
Volvió a la LNB en 2004 cuando se incorporó a Central Entrerriano. Luego de una buena temporada en lo personal, el jugador pasó por River Plate y Quimsa antes de volver con los gualeguaychuenses para disputar la temporada 2007-08.
En 2008, luego de jugar en Paraguay, se unió a Ben Hur, sólo para actuar un año allí y regresar a Central Entrerriano para iniciar su tercer ciclo en el club.
En 2010 disputaría su última temporada en la máxima categoría del baloncesto profesional argentino al incorporarse a El Nacional Monte Hermoso. Cuando el equipo se fue al descenso, el plantel se desbandó y el club cambió su nombre a Monte Hermoso Basket. Cabello, sin embargo, siguió vinculado al proyecto deportivo financiado por la Municipalidad de Monte Hermoso.
Aunque durante los siguientes cuatro años su equipo intentó conquistar el TNA, no pudo lograr su objetivo. En total, Cabello jugó 194 partidos en Monte Hermoso. 
En 2015 regresó a Entre Ríos pero esta vez para fichar con Echagüe. Al año siguiente su equipo consiguió una plaza en la LNB, pero Cabello permaneció en el TNA jugando para el club cordobés Barrio Parque. En 2017, cuando Echagüe regresó a la segunda categoría, Cabello se reincorporó al equipo de Entre Ríos. Antes de jugar lo que sería su última temporada en el TNA, Cabello viajó a China y disputó el torneo Jump 10.
GEPU lo contrató en 2018 para que actuase en el Torneo Federal de Básquetbol. Aunque Cabello demostró un gran nivel para la tercera categoría del baloncesto profesional argentino, diversas lesiones le hicieron perderse varios partidos claves para su equipo.
En enero de 2020 se sumó como refuerzo a Unión de Mar del Plata, otro club del TFB. Sin embargo sólo permaneció allí hasta marzo, cuando el campeonato fue suspendido por el inicio de la pandemia de COVID-19.
En marzo de 2022 volvió a jugar profesionalmente al firmar un contrato por un mes para sumarse a GEPU en el TFB.

## Selección nacional
Cabello integró el plantel del seleccionado de Argentina que obtuvo el título en el Campeonato Sudamericano de Baloncesto Junior de 2000.